# Andrea Ronchi

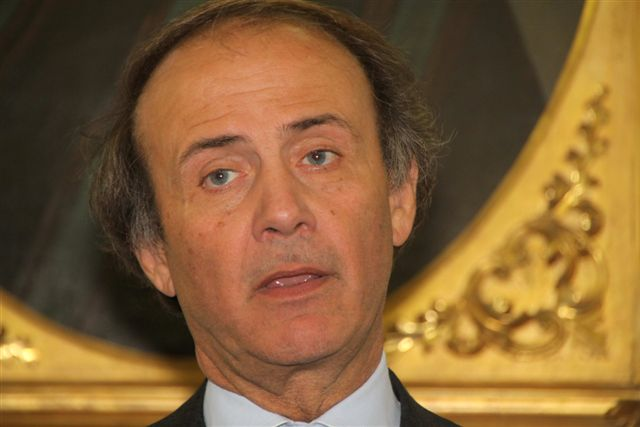
Andrea Ronchi

Andrea Ronchi (né le 3 août 1955 à Pérouse) est une personnalité politique italienne, ministre des Politiques communautaires dans le gouvernement Silvio Berlusconi IV depuis le 7 mai 2008 et jusqu'au 15 novembre 2010, où il rejoint Futur et liberté pour l'Italie.

## Biographie
Journaliste, diplômé en Sciences politiques, il fait partie de l'Alliance nationale, député des XIVe, XVe et XVIe législatures, élu en Lombardie.
Élu député une première fois en 2001, il devient porte-parole d'AN en 2005 (membre du bureau politique).